# Centrale nucleare di Sizewell
La centrale nucleare di Sizewell è una centrale elettronucleare inglese situata presso la città di Sizewell, nella contea di Suffolk, in Inghilterra. L'impianto è composto da due distinte sezioni, denominate Sizewell A e Sizewell B. Il primo è composto da due reattori Magnox da 210 MW di potenza netta, chiusi nel 2006, la seconda è composta da un singolo reattore PWR da 1188 MW di potenza, questo è anche l'unico reattore non gas-grafite presente sul suolo inglese per la produzione elettrica attualmente funzionante.

## Guasti all'impianto
- A marzo 2010 si è verificato un guasto ad uno dei generatori di vapore del reattore, le riparazioni richiederanno più tempo di quanto prospettato in partenza e l'impianto dovrà rimanere chiuso per alcuni mesi[1]

## Espansione dell'impianto
È prevista una espansione dell'impianto, con la costruzione di due reattori EPR della potenza totale netta di 3.300 MW, questi andrebbero a costituire la sezione C dell'impianto.